# Antirhea
Antirhea es un género de plantas con flores de la familia Rubiaceae con 53 especies. Es originario de las Mascareñas, regiones tropicales y subtropicales de Asia y sudoeste del Pacífico.

## Especies
- Antirhea affinis (Zoll.) Chaw
- Antirhea anodon (Miq.) Chaw
- Antirhea atropurpurea (Craib) Chaw
- Antirhea attenuata (Elmer) Chaw
- Antirhea benguetensis (Elmer) Valeton
- Antirhea bifida (Lam.) I.M.Johnst.
- Antirhea bombysia Chaw
- Antirhea borbonica J.F.Gmel.
- Antirhea buruana Chaw
- Antirhea caudata (M.E.Jansen) Chaw
- Antirhea chinensis (Champ. ex Benth.) Benth. & Hook.f.
- Antirhea edanoi Chaw
- Antirhea foveolata Chaw
- Antirhea hexasperma (Roxb.) Merr.
- Antirhea inaequalis Chaw
- Antirhea inconspicua (Seem.) Christoph.
- Antirhea ioensis (Baill.) Chaw
- Antirhea livida Elmer
- Antirhea madagascariensis Chaw
- Antirhea megacarpa Merr. & L.M.Perry
- Antirhea microphylla (Bartl. ex DC.) Merr.
- Antirhea multiflora (M.E.Jansen) Chaw
- Antirhea myrtoides (F.M.Muell.) F.M.Bailey
- Antirhea novobritanniensis (M.E.Jansen) Chaw
- Antirhea ovatifolia (M.E.Jansen) Chaw
- Antirhea paxillata Chaw
- Antirhea philippinensis (Benth.) Rolfe
- Antirhea putaminosa (F.Muell.) F.Muell.
- Antirhea ramosii Chaw
- Antirhea rhamnoides (Baill.) Chaw
- Antirhea schmutzii (M.E.Jansen) Chaw
- Antirhea smithii (Fosberg) Merr. & L.M.Perry
- Antirhea sphaerocarpa Chaw
- Antirhea strigosa Korth.
- Antirhea talaudensis Chaw
- Antirhea tayabensis Chaw
- Antirhea tenuiflora F.Muell. ex Benth.
- Antirhea ternata Chaw

## Sinonimia
- Antirrhoea Comm. ex A.Juss., Gen. Pl.: 204 (1789), orth. var.
- Antirhoea DC., Prodr. 4: 459 (1830), orth. var.
- Guettardella Champ. ex Benth., Hooker's J. Bot. Kew Gard. Misc. 4: 197 (1852).[1]